# بهارستان (أصفهان)
بهارستان هي مدينة إيرانية تقع في محافظة أصفهان.
يبلغ عدد سكانها 45,538 حسب احصاء عام 2006 م.